# Harvard Business School
Pour les articles homonymes, voir HBS.
 (septembre 2021).
Si vous disposez d'ouvrages ou d'articles de référence ou si vous connaissez des sites web de qualité traitant du thème abordé ici, merci de compléter l'article en donnant les références utiles à sa vérifiabilité et en les liant à la section « Notes et références ».
La Harvard Business School (HBS) est l'une des écoles de commerce les plus réputées du monde. Elle fait partie de l'université Harvard. Sa dénomination officielle est Harvard University Graduate School of Business Administration: George F. Baker Foundation.
Elle a été fondée en 1908 à Cambridge dans le Massachusetts, avec une première promotion de seulement 59 étudiants. Dans les années 1920, le nombre d'étudiants atteignant les 500, l'école fut transférée, en 1927, de l'autre côté de la Charles River (où elle se trouve encore), à Allston, un quartier de Boston, d'où la coutume du corps enseignant et des étudiants de désigner le reste de l'université de Harvard par l'expression « l'autre côté de la rivière ».
L'école propose un « programme MBA plein temps » (full-time MBA program), un programme de doctorat et plusieurs « programmes des cadres de direction » (executive education programs). Les promotions habituelles en MBA sont d'environ 911 étudiants, divisées en dix sections (A-J) et le programme se déroule sur deux ans. Les différentes sections suivent des cours communs obligatoires en première année, afin de créer des liens sociaux durables. La seconde année, les étudiants choisissent des cours électifs et ne restent plus en sections. Le taux de diplômés est d'environ 99,5 %. L'enseignement se fait presque exclusivement (95 %) au moyen d'études de cas (une référence aussi à la méthode socratique) : les étudiants préparent des études de cas et en discutent en classe. Les professeurs suivent souvent des plans de cours détaillés pour permettre à toutes les sections d'avoir une expérience relativement uniforme. L'école possède sa propre maison d'édition, la Harvard Business School Publishing, qui publie des livres de gestion et de management, des études de cas et le mensuel Harvard Business Review.

## Prix et récompenses
Une des plus hautes distinctions universitaires décernées par la Harvard Business School est le Baker Scholar Designation, récompensant les meilleurs 5 % des diplômés en MBA.

## Master in Business Administration (MBA)
Le programme MBA à Harvard Business School est considéré comme un des programmes MBA les plus prestigieux au monde. Il est classé premier au monde par le Financial Times.

## Partenariats
La Harvard Business School a de nombreux partenariats avec d'autres grandes business schools, ce qui donne à ses étudiants la possibilité d'inscriptions croisées avec la Sloan School of Management du Massachusetts Institute of Technology. C'est l'un des rares duos d'écoles de gestion à proposer un tel accord.
HBS offre aussi de nombreux Executive Education programs conjoints avec la Stanford Graduate School of Business. Elle collabore aussi avec l'Indian Institute of Management Ahmedabad dans l'établissement d'un programme national de management.
Par ailleurs HBS, INSEAD, Kellogg School of Management et Stanford Graduate School of Business partagent leurs bases de données d'offres d'emploi.

## General Management Program(GMP)etAdvanced Management Program(AMP)
En plus des diplômes de masters et de doctorats, la Harvard Business School propose des executive programs. Parmi ceux-ci, deux programmes phares très intensifs, le General Management Program (GMP) et l’Advanced Management Program (AMP), confèrent à leurs participants le statut d’alumni (anciens élèves).

## Personnalités liées à l'établissement

### Professeurs
- Rawi Abdelal, professeur de gestion des entreprises
- Alfred D. Chandler, Jr., historien de l'entreprise
- Georges Doriot, professeur de gestion industrielle, « père du capital-risque» et fondateur de l’INSEAD
- Rosabeth Moss Kanter, professeur de gestion des entreprises
- Elton Mayo, psychologue et sociologue du travail
- Robert Merton, lauréat du « Prix Nobel » d'économie en 1997
- Michael Porter, professeur de stratégie d'entreprise
- William J. Abernathy, professeur de management de la technologie

### Anciens étudiants (Alumni) (MBA etexecutive programs) - Américains & autres nationalités
- William Anders, ancien astronaute de la NASA
- Julie Bishop, femme politique australienne
- Michael Bloomberg, hommes d'affaires et maire de New York
- Dan Bricklin, co-créateur du tableur VisiCalc
- Rick Wagoner, ancien président de General Motors
- Meg Whitman, ancienne présidente d'eBay
- Henry Paulson, ancien président de Goldman Sachs, ancien secrétaire d'État au trésor des États-Unis
- James Dimon, président de JPMorgan
- Jeffrey R. Immelt, président de General Electric
- George W. Bush, 43e président des États-Unis
- Chai Ling, un des meneurs des manifestations de la place Tian'anmen en 1989
- Elaine Chao, 24e ministre du Travail des États-Unis
- Fred Haise, ancien astronaute de la NASA
- Robert S. Kapito, cofondateur de BlackRock
- Herb Kohl, sénateur américain, président des grands magasins Kohl's, propriétaire de l'équipe NBA des Milwaukee Bucks
- Robert Kraft, PDG de The Kraft Groop et propriétaire du club de football américain des Patriots de la Nouvelle-Angleterre
- Robert S. McNamara, secrétaire à la Défense des États-Unis, 1961-1968, 4e président de la Banque mondiale 1968-1981
- Mitt Romney, ancien gouverneur du Massachusetts et candidat Républicain à l'élection présidentielle américaine 2012
- Jeffrey Skilling, ancien président d'Enron
- Jan Stenbeck, hommes d'affaires suédois et actionnaire majoritaire de Kinnevik AB
- Thierry Tanoh, vice-président de la Société financière internationale
- Gérald Tremblay, maire de Montréal
- Daniel Vasella, PDG du groupe pharmaceutique suisse Novartis
- George Yeo, ministre des affaires étrangères de Singapour
- Robert Louis-Dreyfus, homme d'affaires suisse
- Morgan Hermand-Waiche, directeur général de la marque de lingerie Adore Me
- Robert G. Wilmers, banquier milliardaire américain

### Anciens étudiants (Alumni) (MBA etexecutive programs) - Français
- Pierre Gadonneix, ancien PDG d'EDF et ancien Président du Harvard Business Club de France
- Didier Pineau-Valencienne, ancien PGD de Schneider Electric
- Jean-Claude Blanc, directeur général délégué du Paris Saint-Germain
- Stéphane Bancel, PDG de Moderna Therapeutics
- Jacques-Henri Eyraud, PDG de l'Olympique de Marseille
- André-Francois Poncet, Président du director de Wendel (entreprise) et Président actuel du Harvard Business Club de France
- Gilles Pélisson, neveu du fondateur du groupe Accor et ancien PDG du groupe Accor
- Olivier Mitterrand, neveu de François Mitterrand et PDG de l'entreprise Les Nouveaux Constructeurs
- Emmanuel Straschnov, créateur du langage de création visuelle Bubble
- Olivier Giscard d'Estaing, le frère de Valéry Giscard d'Estaing, homme d'affaires et un des fondateurs de l'INSEAD
- Arnaud de Puyfontaine, président du directoire de Vivendi
- Charles-Édouard Bouée, PDG du cabinet de conseil Roland Berger
- Axel Dumas, gérant d’Hermès
- Jean-Christophe Napoléon, l’actuel prétendant au trône impérial français et descendant du prince Napoléon
- Bertrand Dumazy, PDG du groupe Edenred
- Alain Mérieux,  milliardaire, homme politique français et actionnaire majoritaire de la société pharmaceutique BioMérieux
- Aldo Carrascoso, entrepreneur philippin

## Critique
En mai 2000, le mensuel français Le Monde diplomatique a critiqué la Harvard Business School pour avoir, selon lui, une approche néolibérale de l'économie, formaté plusieurs générations de décideurs politiques et économiques, et conduit à la crise financière des subprimes de 2007. Une ethnographie du corps enseignant a aussi mis en évidence « une idéologie de la non-idéologie » ou la manière dont la Harvard Business School tente de ne pas prendre ouvertement de position normative forte sur des questions de société.